# Glorieta de los Marineros Voluntarios (Sevilla)
La Glorieta de los Marineros Voluntarios, de Sevilla (España), es una glorieta partida asimétrica, ubicada junto al río Guadalquivir, en una de las esquinas del Parque de María Luisa, en ella finaliza o comienza la Avenida Luis Rodríguez Casso, por la que también se puede acceder a la Plaza de España, y da comienzo al Paseo de las Delicias, a la que se puede acceder también desde el frente por el Puente de Los Remedios, y por detrás desde la Avenida de María Luisa.
Su trazado se debe a la Exposición Iberoamericana de 1929, debido a la reurbanización de la ciudad.
En principio estaba compuesta por un monumento consistente en una ancla de hierro de grandes dimensiones, colocada de forma inclinada y continuada por una gruesa cadena de 18 metros de longitud, semienrrollada, su peso alcanza un total de tres toneladas. Remodelada en 1967, fecha de construcción del Puente de los Remedios. Fue inaugurada el 12 de octubre de 1968, siendo donada al Ayuntamiento de Sevilla por la Hermandad de los Marineros Voluntarios de la Cruzada. Erigida en forma de recordatorio de quienes se enrolaron en los buques sublevados de la Armada tras el Alzamiento Nacional del 18 de julio de 1936, fue denominada con este nombre en 1968, anteriormente era conocida como Glorieta de las Delicias, por su cercanía a dichos jardines.
Destaca en un lateral el pequeño monumento dedicado al Costurero de la Reina y en la zona central la fuente luminosa (luces y agua que se añadieron en 1974) y el monumento dedicado al navegante Juan Sebastián Elcano homenajeando la primera vuelta al mundo finalizada el 6 de septiembre de 1522. El conjunto monumental está realizado en piedra, bronce y vegetación, compuesto por un mural con un mapamundi en relieve, la figura del navegante en bronce y una columna de 12 metros de altura en la que se puede observar narrado en bajorrelieve el viaje de la vuelta al mundo. La columna está coronada por una rosa de los vientos.
El monumento fue inaugurado el 27 de octubre de 1972, realizado por el escultor, pintor, escritor y catedrático granadino Antonio Cano Correa.